# Ó, fényességes szép hajnal
Az Ó, fényességes szép hajnal egyházi népének. Kisdi Benedek egri püspök 1651-ben kiadott Cantus Catholici című énekeskönyvében megtalálható, de már XVI. századi utalások is vannak rá. Az ének címe latinul: O aurora lucidissima.
Az Evangélikus Énekeskönyvben rokon dallam található más ritmussal és szöveggel.

## Kotta és dallam
| 2. Dicsőséges Szűz Mária, Atyaistennek szép lánya És Szentléleknek mátkája. | 3. Tehozzád küldetett mennyből Szent Gábor angyal követül, Istennek rendeléséből. | 4. Szentséges Szűz, fiad leszen, Ki Isten s ember lesz egyben, És megmaradsz szűzességben. |
| 5. Fiad az ég dicsősége, A bűnösök reménysége S a megtérők üdvössége.       | 6. Ó boldogságos Szűzanya, Kérünk nagy méltóságodra, Végy minket pártogásodba!    | 7. Dicsőség Szentháromságnak, Dícséret Szűz Máriának, Üdvözítőnk szent Anyjának!           |

## Felvételek
- Ó fényességes szép hajnal. Hittansuli (Hozzáférés: 2016. április 6.) (audió) arch
- Ó fényességes szép hajnal. Sebestyén István  YouTube (2011. november 8.)  (Hozzáférés: 2016. április 6.) (audió)
- Ó fényességes szép hajnal - gyulafehérvári kódexből. gloria.tv (Hozzáférés: 2016. április 6.) (videó)
- Ó, fényességes szép hajnal. Szvorák Katalin és a Monarchia Zenekar  YouTube (2000. január 10.)  (Hozzáférés: 2016. április 6.) (audió)
- Ó fényességes szép hajnal. A pécsi Piusz templom kórusa és zenekara. Vezényel Dobos László  YouTube (2013. december 21.)  (Hozzáférés: 2016. április 6.) (videó)